# Distrito Municipal de Smoky River n.º 130
Smoky River n.º 130 es un distrito municipal canadiense situado en la provincia de Alberta.

## Superficie
Smoky River n.º 130 tiene una superficie de 2834,18 km².

## Demografía
En 2021, tenía 1684 habitantes, una densidad poblacional de 0,6 hab./km², y 753 viviendas.